# Морзеов код
Морзеова код или Морзеова азбука је метод за преношење сигнала и осмишљена је и први пут употребљена на електричном телеграфу изумитеља Семјуела Морзеа. Семјуел Финли Бриз Морзе (енгл. Samuel Finley Breese Morse, 27. април 1791 — 2. април 1872) је познат као проналазач Морзеове азбуке и утемељивач телеграфа као средства комуникације. Морзе је студирао хемију и филозофију. Године 1844. је по први пут јавно пренета порука Морзеовом азбуком.
Међународни Морзеов код кодира 26 основних латиничних слова од А до З, једно латинично слово са акцентом (É), арапске бројеве и мали скуп знакова интерпункције и процедуралних знакова (прознакови). Не постоји разлика између великих и малих слова. Сваки Морзеов симбол је формиран од низа тачака и цртица. Трајање дита је основна јединица мерења времена у преносу Морзеове азбуке. Трајање даха је три пута дуже од трајања дита. Сваки дит или дах унутар кодираног знака прати период одсуства сигнала, који се назива размак, једнак трајању дита. Слова речи су одвојена размаком трајања једнаким три тачке, а речи су одвојене размаком једнаким седам тачака. До 1949, речи су биле одвојене размаком једнаким пет тачака.
Морзеова азбука служи за пренос порука на даљину. Свако слово је замењено сигналом који се састоји из кратких и дугих звучних или светлосних сигнала. Приликом учења телеграфије, кратки сигнал се бележи као тачка а дуги као црта, али се никада тако не изговарају, већ се „певају“ и то кратки знак као ТИ а дуги знак као ТАА. Кратки сигнал на крају Морзеовог знака се пева као ТИТ. На пример слово А које се пише као .- се пева као ТИ ТАА, а слово Р које се пише као .-. се пева као ТИ ТАА ТИТ.
У радио-телеграфији, Морзеова азбука се преноси звучним сигналима фреквенције 800 Hz и то тако да дуги знак траје као три кратка (трајање кратког знака зависи од брзине емитовања Морзеовог кода). Тишина између два сигнала је у трајању једног кратког сигнала, а између знакова се прави пауза у трајању једног дугог сигнала.
Брзина емитовања Морзеове азбуке се изражава у броју знакова у минуту или броју речи у минуту, а према способности брзине емитовања и пријема телеграфије, оператори се деле у класе. Одржавају се и такмичења оператора у брзини пријема и отправљања телеграфијом.
Учење Морзеове азбуке у радио-телеграфији се врши искључиво емитовањем звучних сигнала или певањем. Знак се не памти као као комбинација тачака и црта, већ се сваки знак памти као једна звучна слика. Такође, учење се не врши абецедним распоредом, већ постоје методе које користе редоследе знакова такве да их је лакше запамтити, али и међусобно разликовати.
Међународни знак за помоћ је SOS односно QRR Сигнал који се шаље Морзеовом азбуком је SOS и треба га слати као једно слово. У планини се шаље тако да у току једног минута буде 6 удараца (чврстим предметом о чврст предмет). Одзив спасиоца је 3 ударца у једном минуту. Са земље сигнал у помоћ се шаље паљењем три ватре које представљају темена једнакостраничног троугла.
SOS:  SOSⓘ

## Азбука
- Кликни на слово да би чуо како звучи откуцано Морзеовом азбуком.

| Aⓘ | Kⓘ | Uⓘ | 1ⓘ |
| Bⓘ | Lⓘ | Vⓘ | 2ⓘ |
| Cⓘ | Mⓘ | Wⓘ | 3ⓘ |
| Dⓘ | Nⓘ | Xⓘ | 4ⓘ |
| Eⓘ | Oⓘ | Yⓘ | 5ⓘ |
| Fⓘ | Pⓘ | Zⓘ | 6ⓘ |
| Gⓘ | Qⓘ |    | 7ⓘ |
| Hⓘ | Rⓘ |    | 8ⓘ |
| Iⓘ | Sⓘ |    | 9ⓘ |
| Jⓘ | Tⓘ |    | 0ⓘ |

| слово (латиница) | код   | изговор  | изговор (енглески) |
| ---------------- | ----- | -------- | ------------------ |
| A                | .-    | Авала    | Alpha              |
| B                | -…    | Београд  | Bravo              |
| C                | -.-.  | Цетиње   | Charlie            |
| D                | -..   | Дрина    | Delta              |
| E                | .     | Европа   | Echo               |
| F                | ..-.  | Футог    | Foxtrot            |
| G                | --.   | Голија   | Golf               |
| H                | ….    | Херој    | Hotel              |
| I                | ..    | Игало    | India              |
| J                | .---  | Јадран   | Julliet            |
| K                | -.-   | Косово   | Kilo               |
| L                | .-..  | Ловћен   | Lima               |
| M                | --    | Морава   | Mike               |
| N                | -.    | Ниш      | November           |
| O                | ---   | Обилић   | Oscar              |
| P                | .--.  | Пирот    | Papa               |
| Q                | --.-  | Кворум   | Quebec             |
| R                | .-.   | Рума     | Romeo              |
| S                | …     | Сава     | Sierra             |
| T                | -     | Тимок    | Tango              |
| U                | ..-   | Ужице    | Uniform            |
| V                | …-    | Ваљево   | Victor             |
| W                | .--   | Дупло ве | Whiskey            |
| X                | -..-  | Икс      | X-Ray              |
| Y                | -.--  | Ипсилон  | Yankee             |
| Z                | --..  | Земун    | Zulu               |
| 1                | .---- | Јединица | One                |
| 2                | ..--- | Два      | Two                |
| 3                | …--   | Три      | Three              |
| 4                | ….-   | Четири   | Four               |
| 5                | …..   | Петица   | Five               |
| 6                | -….   | Шест     | Six                |
| 7                | --…   | Седам    | Seven              |
| 8                | ---.. | Осам     | Eight              |
| 9                | ----. | Девет    | Nine               |
| 0                | ----- | Нула     | Zero               |

## Ћирилична Морзеова азбука у телеграфском саобраћају у Краљевини Југославији
| Слово | Слово | Код | Код   | Слово | Код   |
| ----- | ----- | --- | ----- | ----- | ----- |
| А     | .-    | Ј   | .---  | С     | ...   |
| Б     | -...  | К   | -.-   | Т     | -     |
| В     | ...-  | Л   | .-..  | Ћ     | -.-.. |
| Г     | --.   | Љ   | .---. | У     | ..-   |
| Д     | -..   | М   | --    | Ф     | ..-.  |
| Ђ     | -..-- | Н   | -.    | Х     | ....  |
| Е     | .     | Њ   | --.-- | Ц     | -.-.  |
| Ж     | --..- | О   | ---   | Ч     | -.--. |
| З     | --..  | П   | .--.  | Џ     | --.-. |
| И     | ..    | Р   | .-.   | Ш     | ---.- |

*Извор енциклопедија "Свезнање" - Народно дело, 1937.

## Често коришћене скраћенице у Морзеовој азбуци
| AA   | све после (користи се након знака питања као захтев за понављање)                                         |
| AB   | све пре (слично)                                                                                          |
| ARRL | Амерички радио-аматерски савез                                                                            |
| ABT  | око, у смислу приближно                                                                                   |
| ADS  | адреса |
| AGN  | поново |
| ANT  | антена |
| BN   | све између                                                                                                |
| BK   | пауза — Break (да се паузира преношење поруке, рећи)                                                      |
| BUG  | Полуаутоматски механички тастер                                                                           |
| C    | да |
| CBA  | адреса у именику                                                                                          |
| CFM  | потврда                                                                                                   |
| CLG  | Зове |
| CQ   | позив свим станицама                                                                                      |
| CQD  | стари позив у помоћ                                                                                       |
| CS   | позивни знак                                                                                              |
| CUL  | видимо се касније                                                                                         |
| CUZ  | јер |
| CW   | телеграфија Continuous wave                                                                               |
| CX   | Услови |
| DE   | од |
| DSW  | довиђења (руски: Досвидања)                                                                               |
| DX   | раздаљина (често се користи да означи везе са удаљеним местима)                                           |
| ES   | и |
| FB   | Добар посао (аналогно са "OK")                                                                            |
| FCC  | Савезна комисија за комуникације (САД)                                                                    |
| FER  | за |
| FM   | од |
| FREQ | фреквенција                                                                                               |
| GA   | Добар дан или само напред (зависно од контекста)                                                          |
| GE   | добро вече                                                                                                |
| GM   | добро јутро                                                                                               |
| GND  | Уземљење                                                                                                  |
| GUD  | добро |
| HIHI | смех |
| HR   | овде |
| HV   | имати |
| LID  | лош оператер                                                                                              |
| MILS | мили-ампери                                                                                               |
| NIL  | ништа |
| NR   | број |
| OB   | старо момче — Old boy                                                                                     |
| OC   | стари пријатељу — Old chap                                                                                |
| OM   | стари — Old man (сваком мушком оператеру се говори OM)                                                    |
| OO   | Званични посматрач                                                                                        |
| OP   | Оператор                                                                                                  |
| OT   | старина — Old timer                                                                                       |
| OTC  | Клуб ветерана                                                                                             |
| OOTC | Клуб стараца Old old timers club                                                                          |
| PSE  | молим |
| PWR  | Снага |
| QCWA | Четврт века бежичне асоцијације Quarter Century Wireless Association                                      |
| R    | I ознака децималне тачке (зависи од контекста. Потиче од речи "Roger")                                    |
| RCVR | пријемник                                                                                                 |
| RIG  | Радио уређај                                                                                              |
| RPT  | понови или рапорт (зависно од контекста)                                                                  |
| RPRT | рапорт |
| RST  | оцена сигнала у 3 броја (разумљивост, снага, тон) Signal report format (Readability-Signal Strength-Tone) |
| RTTY | Радиотелепринтер                                                                                          |
| RX   | пријемникReceive                                                                                          |
| SAE  | лично адресирана коверта                                                                                  |
| SASE | лично адресирана, франкирана коверта                                                                      |
| SED  | рекао |
| SEZ  | Каже |
| SIG  | сигнал |
| SIGS | сигнали                                                                                                   |
| SKED | Распоред                                                                                                  |
| SN   | ускоро |
| SMS  | кратка порука Short message service                                                                       |
| SOS  | међународни позив у помоћ                                                                                 |
| SRI  | извини |
| STN  | станица                                                                                                   |
| TEMP | температура                                                                                               |
| TMW  | сутра |
| TNX  | хвала |
| TU   | хвала ти                                                                                                  |
| TX   | предајник Transmit, трансмитер                                                                            |
| U    | ти |
| UR   | твој или ти си (зависно од контекста)                                                                     |
| URS  | твој |
| VY   | веома |
| W    | вати |
| WDS  | речи |
| WKD  | радио |
| WL   | Will |
| WUD  | бих |
| WX   | време, метеоролошки Weather                                                                               |
| XMTR | примопредајник                                                                                            |
| XYL  | супруга                                                                                                   |
| YL   | млада дама (користи се за све жене радио-аматере)                                                         |
| 73   | пуно поздрава                                                                                             |
| 88   | љубав и пољупци                                                                                           |